# 3580 Avery
3580 Avery este un asteroid din centura principală, descoperit pe 15 februarie 1983 de Norman Thomas.